# Świeradów-Zdrój

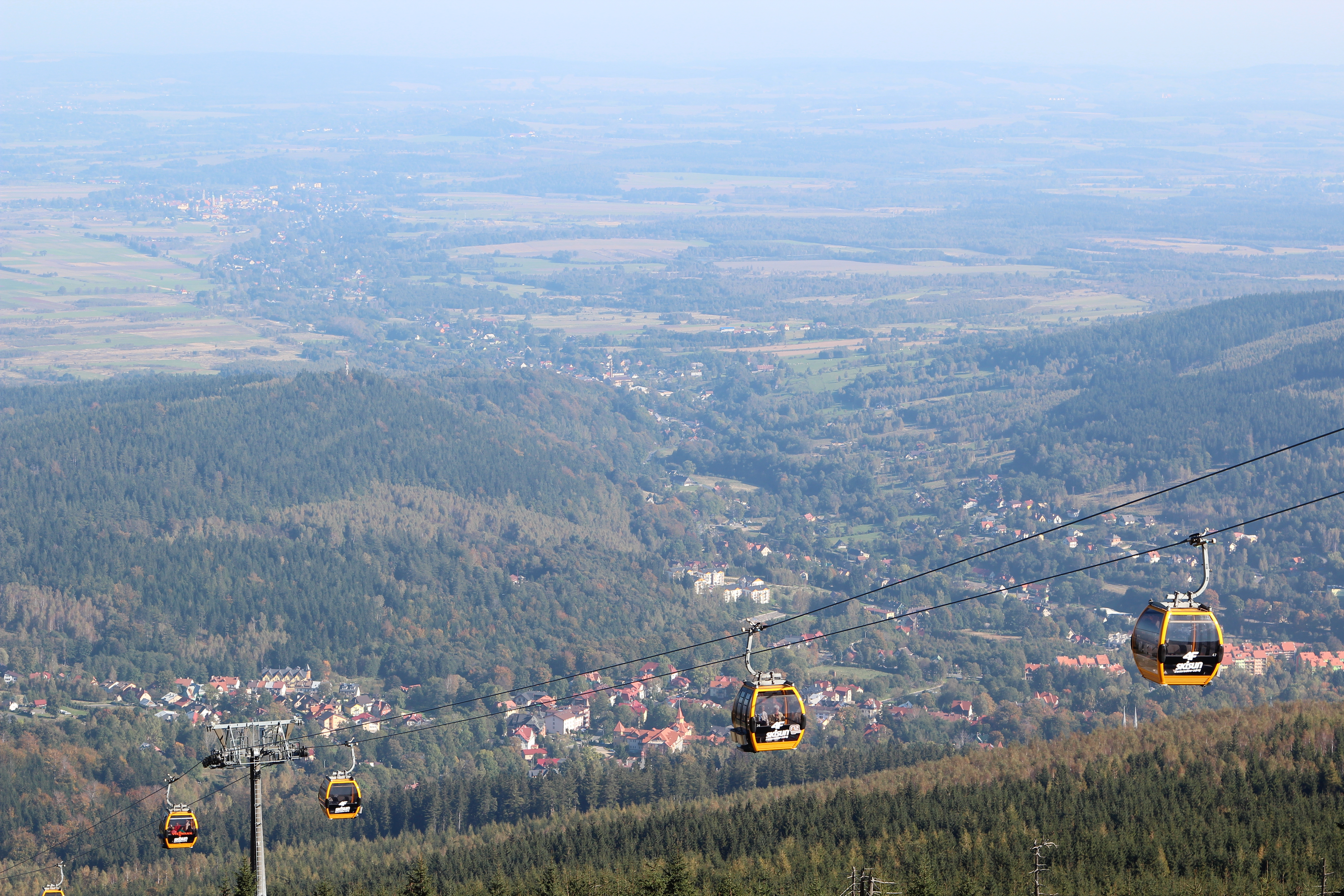
Blick auf Świeradów-Zdrój

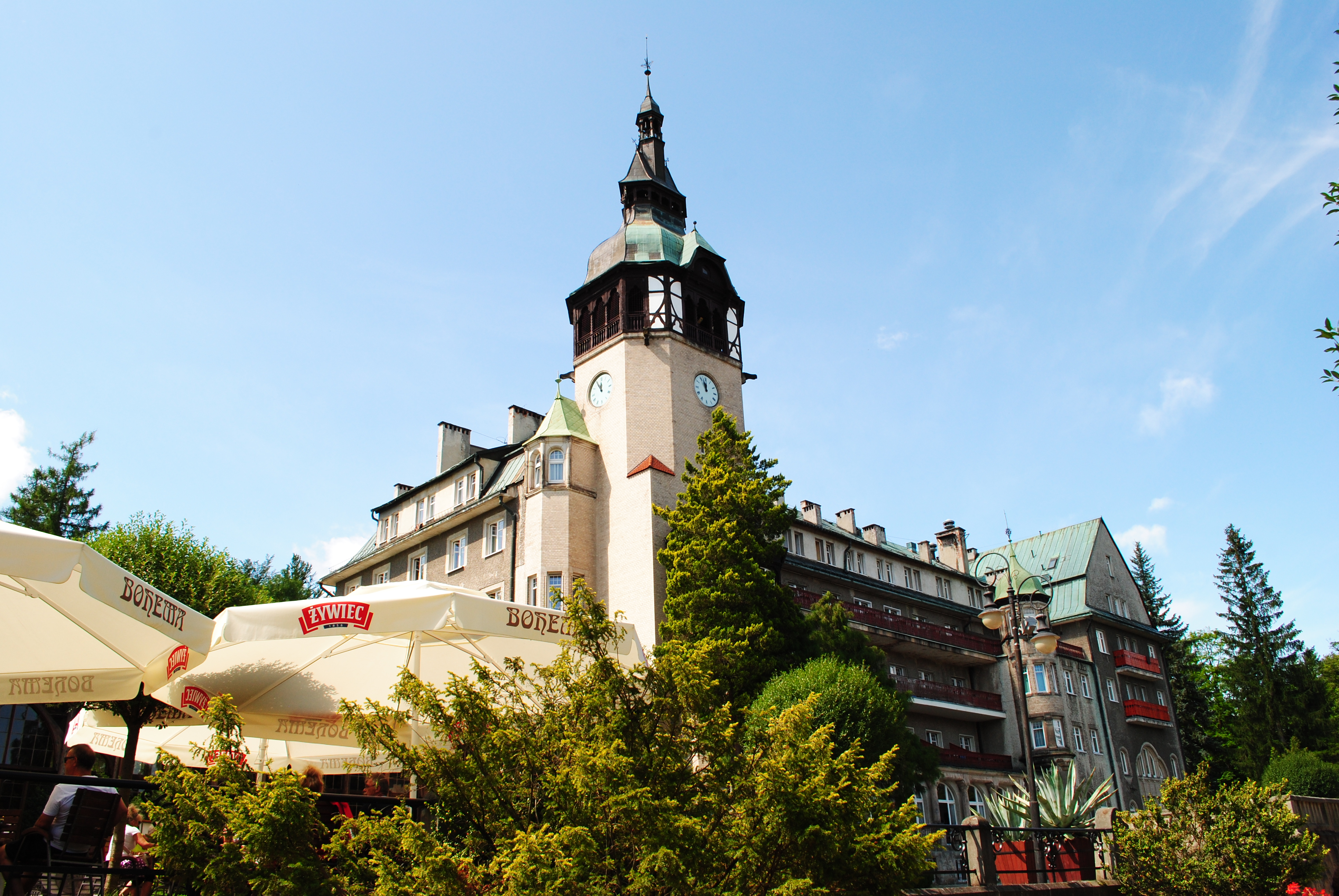
Kurhaus, erbaut 1899

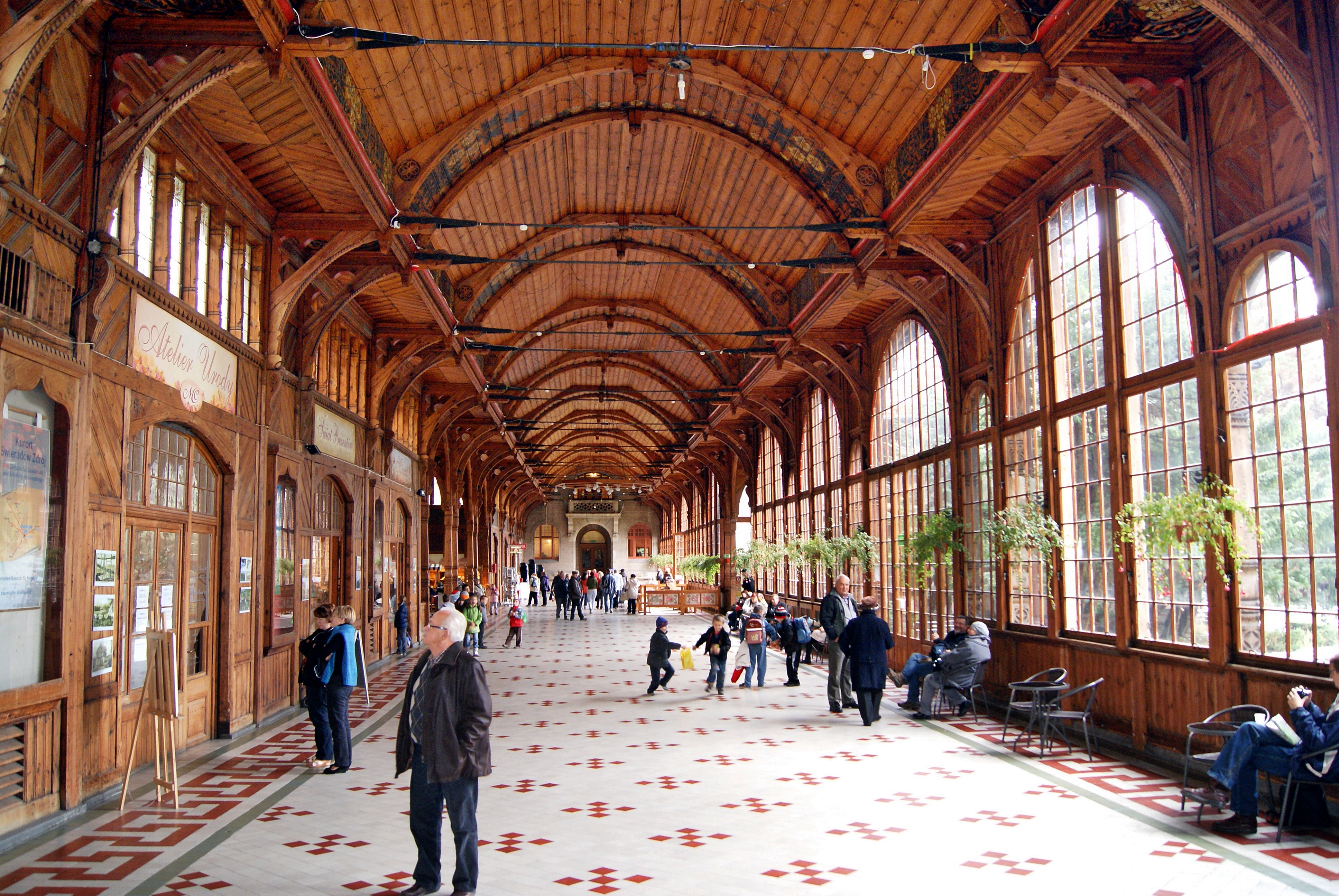
Wandelhalle im Kurhaus

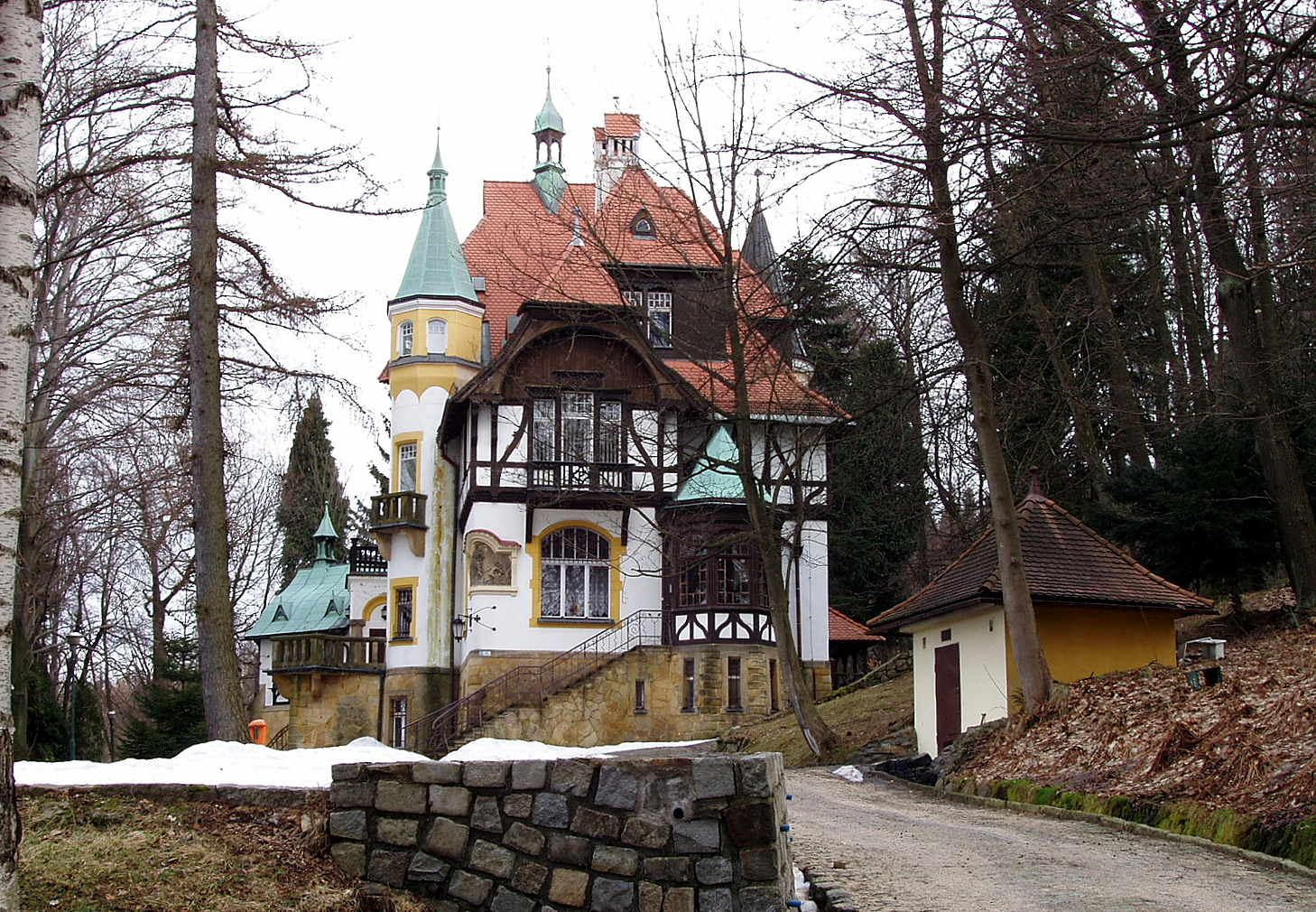
Villa Pintsch, erbaut 1901

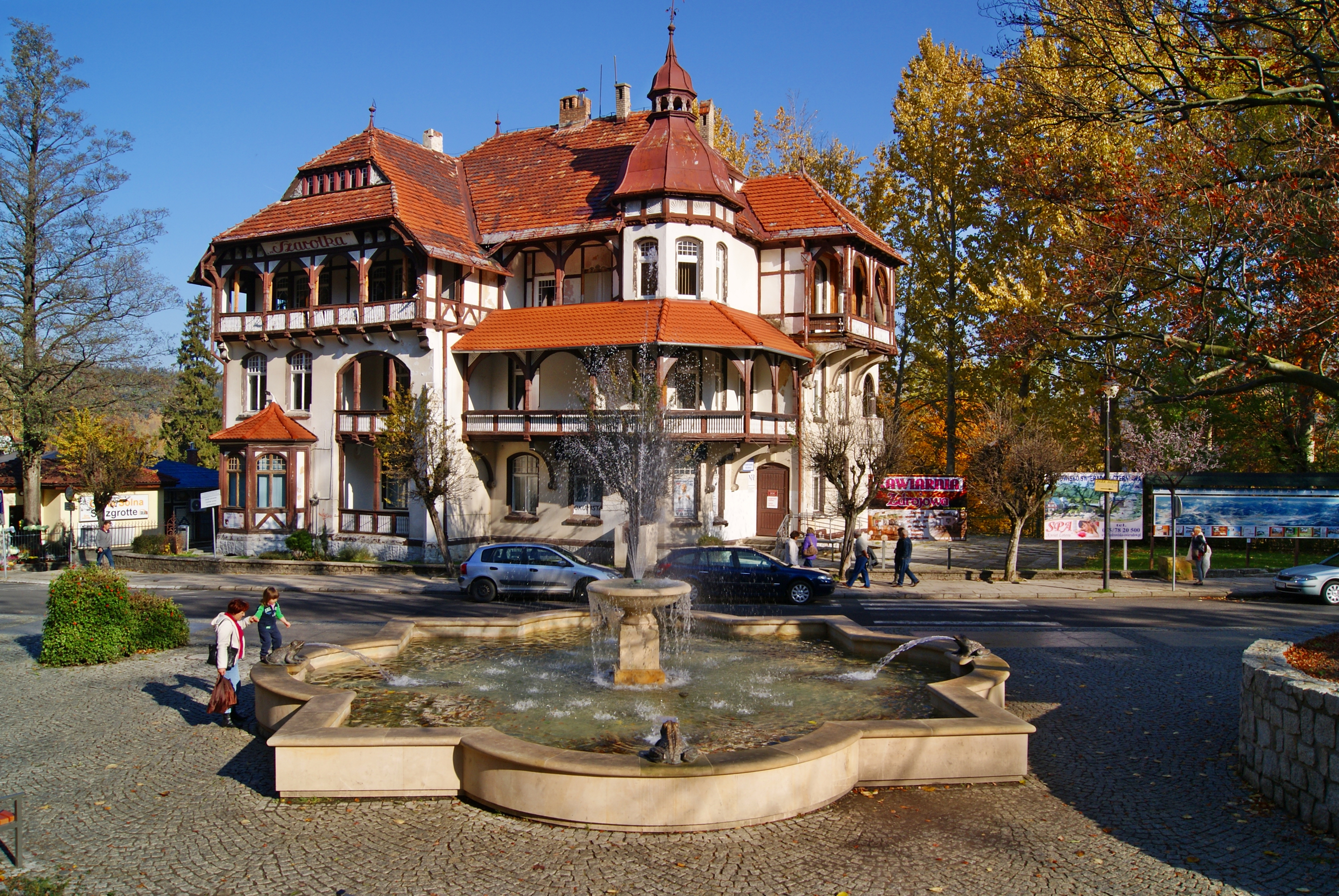
Fußgängerzone

Świeradów-Zdrój [ɕfʲɛˈraduf ˈzdruɪ̯] (deutsch Bad Flinsberg) ist eine Stadtgemeinde und ein Kurort mit 4240 Einwohnern (Stand Dezember 2016) in der Woiwodschaft Niederschlesien in Polen. Die Stadt ist Mitglied der Euroregion Neiße.

## Geographie
Świeradów-Zdrój liegt im Südwesten von Polen. Das Stadtgebiet berührt im Westen direkt die Grenze nach Tschechien. Der Ort liegt am Nordwest-Rand des Hohen Iserkamms, des Hauptkamms des Isergebirges und am Fluss Queis.
Breslau als Woiwodschaftshauptstadt liegt 150 km östlich von Świeradów-Zdrój, die Kreisstadt Lubań liegt ca. 30 km nördlich vom Kurort. Über die Bahnstrecke Mirsk–Świeradów-Zdrój ist der Ort mit Gryfów Śląski verbunden. Außerdem verlaufen die beiden überregionalen Straßen Droga wojewódzka 358 und Droga wojewódzka 361 durch den Kurort.

## Geschichte
Das Dorf am Osthang des Stóg Izerski (1107,7 m n.p.m., deutsch Heufuder), des Nachbargipfels der Smrk (1124 m n.m., Tafelfichte), wurde im Jahre 1337 erstmals erwähnt. Im 17. Jahrhundert stieg die Bevölkerungszahl, durch die Gegenreformation in Böhmen ausgelöst, mit den Exulanteneinwanderungen wesentlich an. Am 15. Juli 1682 führte der Exulant und Dorfrichter von Rochlitz a. d. Iser, George Gernert der Jüngere, dem Dorfherrn von Uechtritz zweihundert Exulanten und 300 Rinder zu. Der aus Schlesien stammende Arzt Caspar Schwenckfeld (1563–1609) und der Chronist Friedrich Lucae machten auf eine Heilquelle im 17. Jahrhundert aufmerksam. Bereits 1572 hatte der Arzt Leonhard Thurneysser die Heilwirkung des Quellwassers erkannt.
Nach der Veröffentlichung einer Denkschrift durch den Wigandsthaler Arzt Dr. Weist im Jahre 1738 begann der Kurbetrieb in dem Ort am alten Dreiländereck mit Sachsen, Schlesien und Böhmen. 1763 wurde Flinsberg zum Kur- und Badeort. Im Jahre 1768 entstand das Brunnenhaus am Oberbrunnen und 1795 das erste Badehaus. 1811 wurde eine zweite Heilquelle entdeckt, die ab 1824 auch für den Badebetrieb genutzt wurde.
Es wurden neben den Sauerquellen (kohlensäurehaltige Quellen) auch sieben Stahlquellen (eisenhaltige Quellen) genutzt, von denen mit der Heinrich-Quelle und der Julius-Quelle zwei stark Radium-haltig und somit radioaktiv waren. Die Wässer wurden therapeutisch für Brunnenkuren und Solebäder genutzt. Deshalb wurden in den Folgejahren weitere Badehäuser errichtet, u. a. das Leopoldsbad (1838), das Ludwigsbad (1879) und das Marienbad (1904). 1895 brannten große Teile der Kur- und Badeeinrichtungen ab. Ein neues repräsentatives Kurhaus wurde 1899 eingeweiht, 1934 entstand ein Radiumbad. Bei rund 3000 Einwohnern wurden 1938 25.000 Kur- und Erholungsgäste gezählt.
1909 wurde durch die Isergebirgsbahn AG eine Eisenbahnverbindung zwischen Friedeberg und Flinsberg aufgenommen. Nach zwischenzeitlicher Einstellung ist die Strecke ab Dezember 2023 wieder in Betrieb.
Will-Erich Peuckert, der zwischen 1914 und 1921 in Groß Iser als Volksschullehrer tätig war, befasste sich intensiv mit der Sagenwelt des Ortes.
Im Zweiten Weltkrieg wurde Bad Flinsberg, das zum Landkreis Löwenberg gehörte, am 8. und 9. Mai 1945 von der Roten Armee besetzt und dann an die polnische Verwaltung übertragen. Als Folge des Zweiten Weltkriegs fiel Bad Flinsberg mit dem größten Teil Schlesiens 1945 an Polen und wurde in Świeradów-Zdrój umbenannt. Die deutschen Einwohner wurden – soweit sie nicht vorher geflohen waren – vertrieben. Die neu angesiedelten Bewohner waren teilweise Zwangsumgesiedelte aus Ostpolen, das an die Sowjetunion gefallen war. Nachfolgend erhielt Świeradów-Zdrój das Stadtrecht.
Seit 2008 führt die Heufudergondelbahn auf eine Höhe von 1060 m n.p.m. in unmittelbare Nähe zur Heufuderbaude.

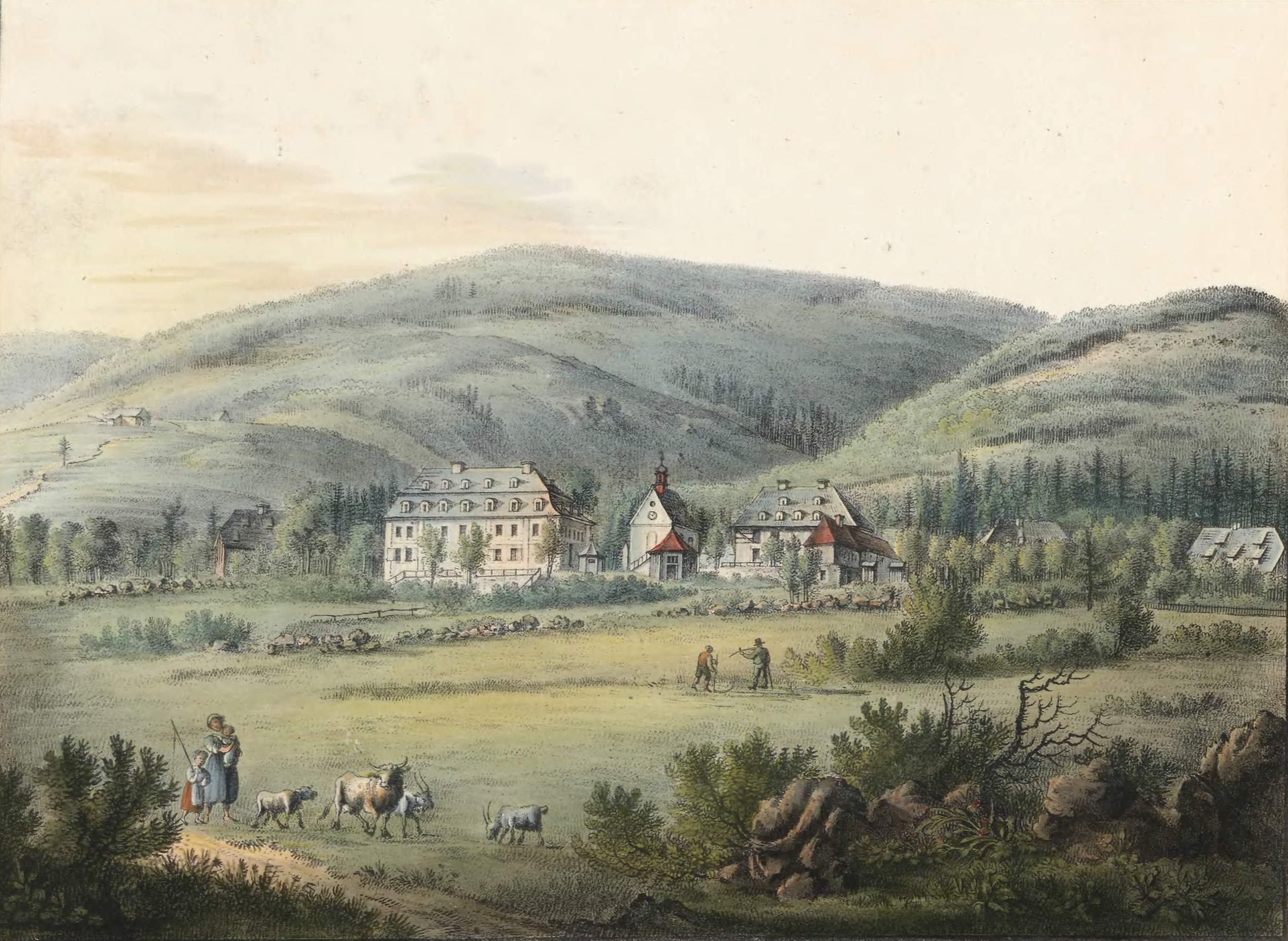
Flinsberg um 1830

## Sehenswürdigkeiten

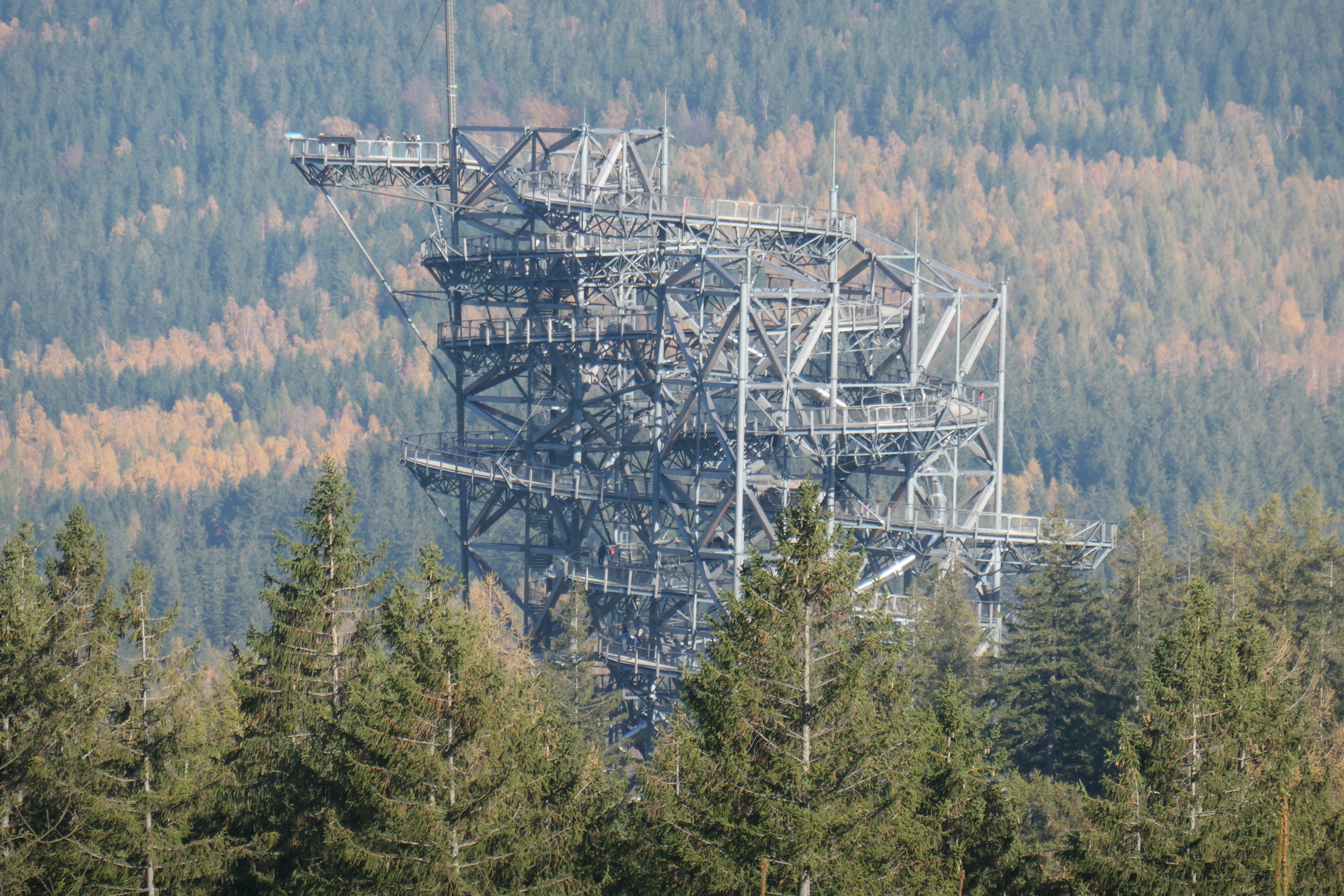
SkyWalk Zwierow-Zdroj von der Stog Izerski aus

- Die im neugotischen Stil 1898–1899 erbaute römisch-katholische Kirche St. Josef wurde nach Plänen des Breslauer Architekten Karl Grosser errichtet. 1899 bekam die Kirche eine neue pneumatische Orgel von der Schweidnitzer Werkstatt Schlag & Söhne. 1970 erhielt die Kirche einen neuen Anbau nach den Entwürfen von Waldemar Wawrzyniak und Tadeusz Zipser. 2011 erfolgte eine Generalsanierung der Orgel. Das Gehäuse wurde von Daniel Nowacki aus Osieczna restauriert und das Instrument von Adam Wolański aus Lubań.[8]
- Oberhalb der Stadtmitte wurde am Hang des Świeradowiec (1036,8 m n.p.m., deutsch Victoriahöhe)[9] 2021 der größte Aussichtsturm in Schlesien errichtet.[10][11] Dieser wird als „SkyWalk“ vermarktet und befindet sich 1,4 km vom Haltepunkt Świeradów-Zdrój entfernt. Der Aufstieg ist ca. 1 km vom Fuß des SkyWalk aus.[12][13][14]

## Einwohnerentwicklung
- 1786: 1294 Einwohner
- 1825: 1542
- 1905: 1910
- 1939: 2803
- 1961: 3085
- 1970: 2982
- 2004: 4577
- 2005: 4556
- 2008: 4308

## Verkehr

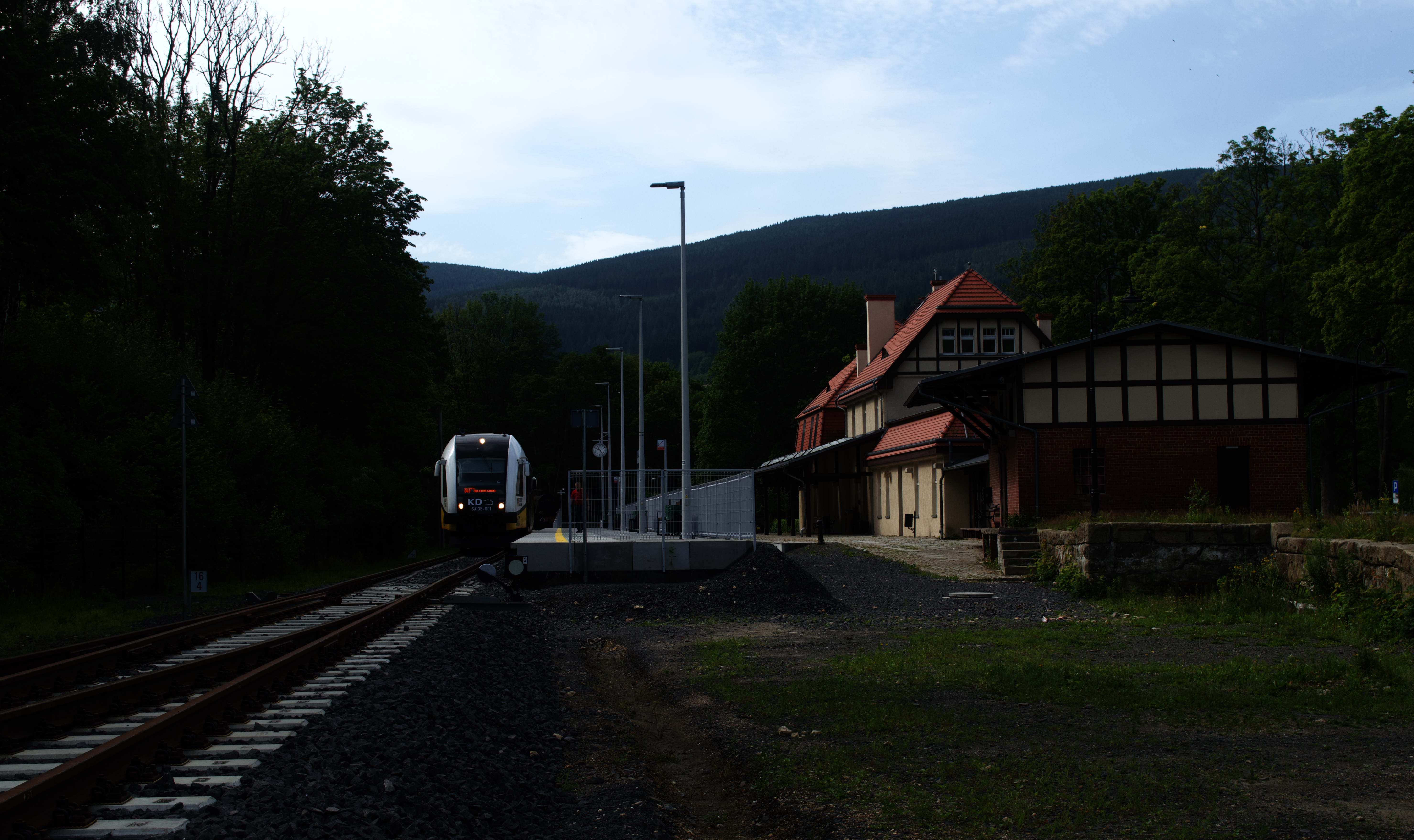
Haltepunkt Świeradów-Zdrój

- Seit 2023 ist Świeradów-Zdrój wieder an das Eisenbahnnetz angeschlossen. Der Haltepunkt Świeradów-Zdrój befindet sich nordöstlich des Stadtzentrums und bildet gegenwärtig das Ende der Stichstrecke von Gryfów Śląski. Dreimal täglich verkehren Direktzüge von und nach Görlitz.
- Es bestehen Busverbindungen nach Gryfów Śląski und Jelenia Góra, an Wochenenden und ausgewählten Feiertagen Direktverbindungen nach Zittau (– Hrádek nad Nisou) sowie Liberec.[15]

## Partnerstädte
- Odder, Dänemark, 1991
- Seifhennersdorf, Deutschland, 2002
- Jindřichovice pod Smrkem, Tschechien
- Jilemnice, Tschechien
- Mirsk, Polen
- Nové Město pod Smrkem, Tschechien
- Lázně Libverda, Tschechien

## Söhne und Töchter der Stadt
- Johann Gottlieb Wolstein (1738–1820), Mediziner, Wegbereiter der wissenschaftlichen Veterinärmedizin im deutschsprachigen Raum
- Otto Damerau (1877–1961), Museumsgründer und Ehrenbürger von Hoyerswerda
- Klaus König (* 1934), Rechts- und Verwaltungswissenschaftler, Hochschullehrer
- Rudolf Bahro (1935–1997), Philosoph
- Sigrid Ehrlich (1937–2023), Ordensschwester und Obdachlosenhelferin
- Herbert Gottwald (1937–2009), Historiker

## Gemeinde
Die Stadtgemeinde Świeradów-Zdrój umfasst ein Gebiet von 20 km² mit 5157 Einwohnern. Świeradów-Zdrój ist die zweitreichste Stadtgemeinde in Polen (2019). Hierzu gehören die Stadt Świeradów-Zdrój und das Dorf Czerniawa-Zdrój (Bad Schwarzbach).